# Derek Anderson
Derek Lamont Anderson (Louisville, 18 luglio 1974) è un ex cestista statunitense, professionista nella NBA.

## Carriera
È stato selezionato dai Cleveland Cavaliers al primo giro del Draft NBA 1997 (13ª scelta assoluta).

## Statistiche

### College
| Anno       | Squadra             | PG | PT | MP   | TC%  | 3P%  | TL%  | RP  | AP  | PRP | SP  | PP   |
| ---------- | ------------------- | -- | -- | ---- | ---- | ---- | ---- | --- | --- | --- | --- | ---- |
| 1992-1993  | Ohio State Buckeyes | 22 | 8  | 26,7 | 45,6 | 25,7 | 80,9 | 3,3 | 2,7 | 2,0 | 0,2 | 10,2 |
| 1993-1994  | Ohio State Buckeyes | 22 | 22 | 31,6 | 46,6 | 33,9 | 81,4 | 4,9 | 4,9 | 2,0 | 0,1 | 15,0 |
| 1995-1996† | Kentucky Wildcats   | 36 | 24 | 19,4 | 50,9 | 39,0 | 78,4 | 3,4 | 2,4 | 1,7 | 0,2 | 9,4  |
| 1996-1997  | Kentucky Wildcats   | 19 | 16 | 25,3 | 49,1 | 40,4 | 81,1 | 4,1 | 3,5 | 1,9 | 0,1 | 17,7 |
| Carriera   | Carriera            | 99 | 70 | 24,9 | 48,2 | 36,4 | 80,5 | 3,8 | 3,2 | 1,9 | 0,2 | 12,4 |

### NBA

#### Regular Season
| Anno       | Squadra             | PG  | PT  | MP   | TC%  | 3P%  | TL%  | RP  | AP  | PRP | SP  | PP   |
| ---------- | ------------------- | --- | --- | ---- | ---- | ---- | ---- | --- | --- | --- | --- | ---- |
| 1997-1998  | Cleveland Cavaliers | 66  | 13  | 27,9 | 40,8 | 20,2 | 87,3 | 2,8 | 3,4 | 1,3 | 0,2 | 11,7 |
| 1998-1999  | Cleveland Cavaliers | 38  | 13  | 25,7 | 39,8 | 30,4 | 83,6 | 2,9 | 3,8 | 1,3 | 0,1 | 10,8 |
| 1999-2000  | L.A. Clippers       | 64  | 58  | 34,4 | 43,8 | 30,9 | 87,7 | 4,0 | 3,4 | 1,4 | 0,2 | 16,9 |
| 2000-2001  | San Antonio Spurs   | 82  | 82  | 34,9 | 41,6 | 39,9 | 85,1 | 4,4 | 3,7 | 1,5 | 0,2 | 15,5 |
| 2001-2002  | Portland T. Blazers | 70  | 27  | 26,6 | 40,4 | 37,3 | 85,6 | 2,7 | 3,1 | 1,0 | 0,1 | 10,8 |
| 2002-2003  | Portland T. Blazers | 76  | 76  | 33,6 | 42,7 | 35,0 | 85,9 | 3,5 | 4,3 | 1,2 | 0,2 | 13,9 |
| 2003-2004  | Portland T. Blazers | 51  | 46  | 35,5 | 37,6 | 30,5 | 82,4 | 3,6 | 4,5 | 1,3 | 0,1 | 13,6 |
| 2004-2005  | Portland T. Blazers | 47  | 32  | 26,4 | 38,9 | 38,4 | 80,5 | 2,7 | 3,0 | 0,8 | 0,1 | 9,2  |
| 2005-2006† | Houston Rockets     | 20  | 8   | 29,1 | 39,3 | 28,4 | 83,6 | 4,2 | 2,7 | 0,8 | 0,2 | 10,8 |
| 2005-2006† | Miami Heat          | 23  | 3   | 20,2 | 30,8 | 31,3 | 84,2 | 2,6 | 2,1 | 0,3 | 0,1 | 5,8  |
| 2006-2007  | Charlotte Bobcats   | 50  | 32  | 23,8 | 42,9 | 35,5 | 87,7 | 2,3 | 2,7 | 1,0 | 0,1 | 8,0  |
| 2007-2008  | Charlotte Bobcats   | 28  | 0   | 14,1 | 37,6 | 36,5 | 73,7 | 1,9 | 1,6 | 0,4 | 0,0 | 5,0  |
| Carriera   | Carriera            | 615 | 390 | 29,2 | 40,8 | 34,1 | 85,3 | 3,2 | 3,4 | 1,1 | 0,1 | 12,0 |

#### Playoffs
| Anno     | Squadra             | PG | PT | MP   | TC%  | 3P%  | TL%  | RP  | AP  | PRP | SP  | PP   |
| -------- | ------------------- | -- | -- | ---- | ---- | ---- | ---- | --- | --- | --- | --- | ---- |
| 1998     | Cleveland Cavaliers | 4  | 0  | 25,8 | 45,5 | -    | 88,5 | 2,3 | 2,8 | 1,3 | 0,3 | 10,8 |
| 2001     | San Antonio Spurs   | 7  | 7  | 27,7 | 26,2 | 27,3 | 76,2 | 2,7 | 2,4 | 0,4 | 0,0 | 7,7  |
| 2002     | Portland T. Blazers | 3  | 0  | 25,3 | 43,3 | 33,3 | 88,9 | 2,3 | 2,3 | 0,7 | 0,0 | 14,7 |
| 2003     | Portland T. Blazers | 2  | 2  | 11,0 | 25,0 | 0,0  | 0,0  | 0,5 | 0,0 | 0,0 | 0,0 | 1,0  |
| 2006†    | Miami Heat          | 8  | 0  | 8,3  | 30,0 | 35,7 | 87,5 | 1,1 | 0,6 | 0,3 | 0,0 | 3,0  |
| Carriera | Carriera            | 24 | 9  | 19,2 | 33,6 | 30,2 | 83,8 | 1,9 | 1,7 | 0,5 | 0,0 | 7,0  |

## Palmarès
- Campione NCAA (1996)
- Campionato NBA: 1

Miami Heat: 2006
- NBA All-Rookie Second Team (1998)